# Bush Doctor
Bush Doctor ist ein Album des Reggaemusikers Peter Tosh. Mit diesem Album wurde er auch in Europa bekannt. Auch die Präsenz von Mick Jagger und Keith Richards trug zum Erfolg des Albums bei. Diese Zusammenarbeit folgte einem Treffen der drei auf dem historischen One Love Peace Concert im April 1978 in Kingston. Allerdings sorgte das Album auch für negatives Aufsehen: weniger der Songs auf dem Album als eher des Covers wegen. Dort war der Name des Albums mit den Blättern der Marihuanapflanze auf die Hülle bzw. das Booklet gedruckt worden. Daneben befand sich verdächtig nahe der „Scratch-’n’-Sniff“-Sticker der Rolling Stones. Dadurch wurde EMI zu einer Stellungnahme gezwungen. Die Plattenfirma ließ verlauten, dass mit der Marihuanapflanze auf dem Cover nicht die Droge gemeint war, die man rauchte, sondern eine Pflanze, die auf Jamaika traditionell als Heilpflanze eingesetzt wurde. Peter Tosh bekam später den Spitznamen „Bush Doctor“ bzw. „Bush Docta“, weil er über weitreichende Kenntnisse der Marihuana- oder Cannabispflanze als Heilmittel verfügte.

## Titelliste
Alle Titel von Peter Tosh, außer wo angegeben.
Seite 1
1. (You Gotta Walk) Don’t Look Back (William Robinson—Ronald White)
2. Pick Myself Up
3. I’m the Toughest
4. Soon Come
5. Moses – The Prophet

Seite 2
1. Bush Doctor
2. Stand Firm
3. Dem Ha Fe Get A Beatin’
4. Creation

Bonus-Stücke
1. Lesson in My Life (Outtake)
2. Soon Come (Long Version)
3. I’m the Toughest (Long Version)
4. Bush Doctor (Long Version)
5. (You Gotta Walk) Don’t Look Back (Alternate Version) (William Robinson—Ronald White)
6. Tough Rock Soft Stones